# Idioma wik-ngathan
Wik-Ngathan, o Wik-Iinjtjenj (Wik-Iinychanya), es una lengua pama hablada en la península del Cabo York de Queensland, Australia, por el pueblo Wik-Ngathan. Está estrechamente relacionado con el otro idioma Wik-Ngathan, Wik-Ngatharr y más distante con las otras lenguas wik. En 1981 había 130 hablantes.
Un diccionario de Wik-Ngathan ha sido compilado por Peter Sutton.